# مادة مؤلفة
المادة المؤلفة أو المركبة (لا يُقصد هنا المركب الكيميائي) تتكون من مادتين مختلفتين أو أكثر، لا تنصهر ولا تذوب سويا، بل تضمان جيدا، وتختلف المادتان اختلافاً كبيراً في الخصائص الفيزيائية والكيميائية. ينتج عن تأليف مادتين مادة جديدة لها خواص جديدة.

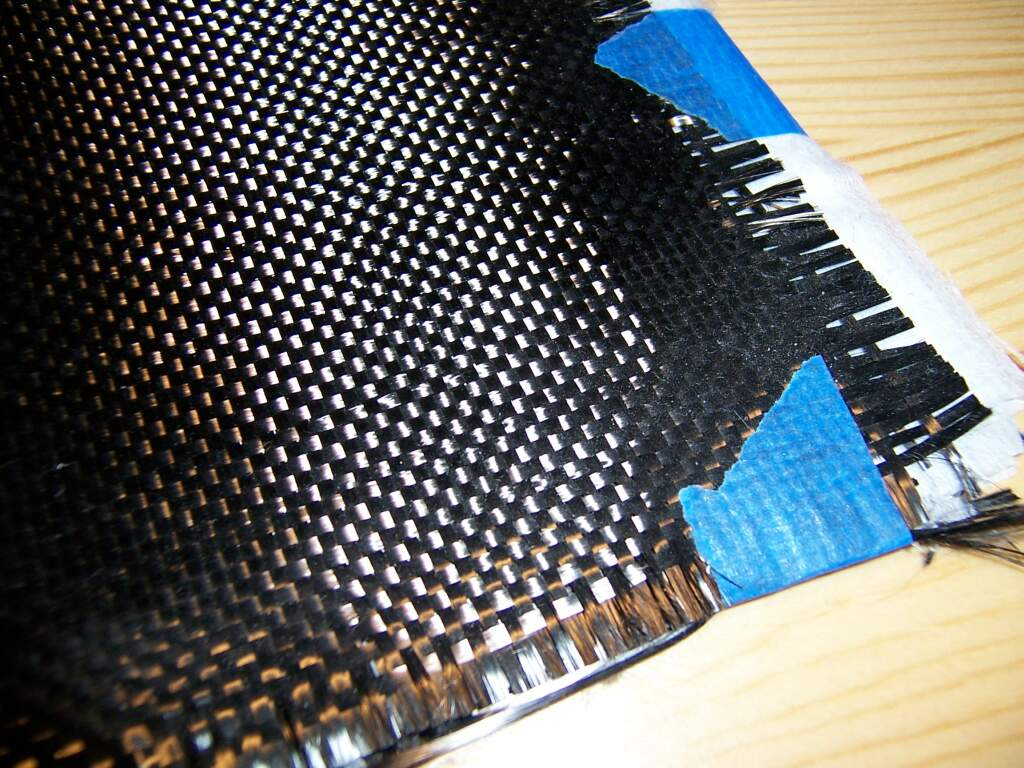
نسيج من خيوط الكربون يستعمل لاحقاً في صناعة المواد المؤلفة.

## التاريخ

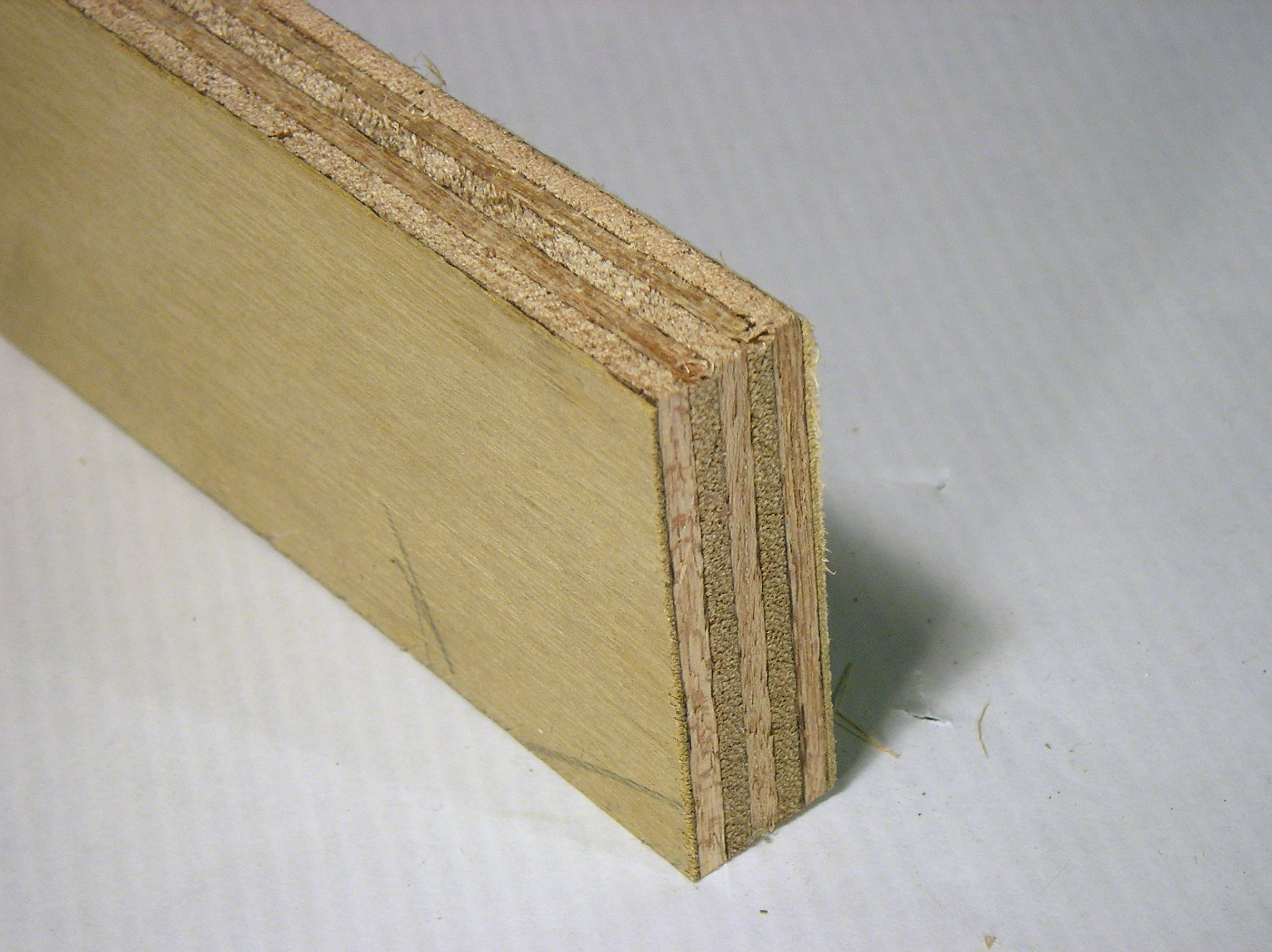
الخشب الرقائقي

استعمل السومريون والمصريون القدماء المواد المؤلفة في البناء عن طريق خلط الطين بالتبن. 

## التطبيق
في الحياة اليومية نرى ذلك في:
- الأثاث المنزلي يتكون جزئياً من الخشب الرقائقي
- الجدران تتكون من أسمنت وتراب وحصى
- ماص الصدمات في هيكل السيارة خليط من ألياف اصطناعية وعجينة من اللدائن
- تمهيد الطرق

## أمثلة
تسمى على اسم الألياف المكونة للمواد المؤلفة:
1. ألياف الزجاج: تستعمل في تصنيع الأجهزة الرياضية وحمامات السباحة والسيارات.
2. ألياف الكربون: تستعمل خاصة في الصناعات الجوفضائية، وهي غالية الثمن، وهي تستخدم على نطاق واسع في الألواح الشمسية ومولدات الطاقة الهوائية.
3. الخشب الرقائقي.
4. الاسمنت المسلح في الهندسة المدنية.
5. الاراميد:يستعمل في الملابس الواقية من الرصاص والحماية من الآلات الحادة..
6. الجلار (الجيم المصرية): خليط من ألياف الزجاج والألومنيوم.

### مادة التقوية
Reinforcement
هي الهيكل الذي يتحمل القوى الميكانكية. ويمكن أن يتمثل في عدة أشكال: ألياف قصيرة أو ألياف طويلة مسترسلة وذلك حسب الاستخدام المناط.

## المادة الأساس
Matrix
هدف استعمال المادة الأساس هو إيصال المجهود الميكانيكي إلى مادة التقوية. وهي تضمن حماية مادة التقوية من العوامل الخارجية.
نتبين وجود ثلاث أنواع من مواد الأساس:

### المواد المؤلفة ذات مادة الأساس العضوية
يتم فيها استعمال البوليمير كالبوليستر، الفينول، الفينيل استر، البوليبروبيلين، البولي أكريليك إلخ

### المواد المؤلفة ذات مادة الأساس الخزفية
للتطبيقات المتقدمة في الجوفضاء وفي المجال العسكري والنووي.

### المواد المؤلفة ذات مادة الأساس المعدنية
في هذه الحالة: تكون مادة الأساس معدنية (ألومنيوم، زنك، مغنزيوم، نيكل) ومادة التقوية معدنية أو خزفية

## المميزات
تفوقت المواد المؤلفة على المواد الإنشائية التقليدية في كثير من المجالات وذلك بسبب:
1. متانة أكبر بكثير من متانة المواد الإنشائية التقليدية.
2. سهولة تشكيل الأشكال المعقدة وبأحجام وأبعاد كبيرة.
3. خفة الوزن بشكل كبير بدون التأثير على خواص المتانة.
4. انخفاض معدلات التعب والزحف والعسو إلى مرحلة يمكن اعتبارها غير موجودة نهائياً.
5. مقاومة حرارية عالية (بالنسبة لخلائط السيراميك.
6. مقاومة أكبر للمواد الكيميائية والعوامل الجوية (لا تصدأ).
7. ممانعة هائلة لعدم انتشار الشقوق الذي قد يحدث نتيجة للاهتزاز، وبالتالي فهي ممتازة كمحاور دورانية.

هذه الأسباب كلها دفعت بالمواد المؤلفة إلى أعلى القائمة وجعلتها العنصر المفضل في إنشاء الطائرات، وعلى الرغم من ذلك فإن الطائرات في يومنا هذا لا تزال تحتوي الكثير من العناصر الإنشائية العادية إلا أن المستقبل القريب يبشر بإمكانات أوسع للمواد المؤلفة. فيما يلي مخطط بسيط لإظهار كيفية تقدم استخدام المواد المؤلفة في إنشاء الطائرات.

## العيوب
1. تغير خواصها الميكانيكية والفيزيائية بشكل أسرع من المواد التقليدية تحت الظروف المختلفة.
2. عمرها أقصر من عمر المواد التقليدية.
3. مقاومتها الحرارية لا تزال منخفضة (رغم وجود دراسات حالية تجري بهذا الشأن، يكفي بأن نقول بأن مقدمة المكوك الفضائي مصنوعة من المواد المؤلفة وهي التي تتحمل القسم الأكبر الناتجة عن طاقة الاحتكاك مع الغلاف الجوي حال عودته إلى الأرض).
4. مواد كيميائية مضرة بالبيئة غالباً لا يمكن إعادة تصنيعها، ويصعب التخلص منها.

## اقرأ أيضا
- سيرمت
- مزدوج معدني
- مركب معدني هيكلي
- لحام فيض الإلكترونات
- لحام بالأشعة السينية